# Serrat de Manovens
El Serrat de Manovens és una serra situada al municipi de Gaià, a la comarca catalana del Bages, amb una elevació màxima de 547 metres.